# Sulphur Mine

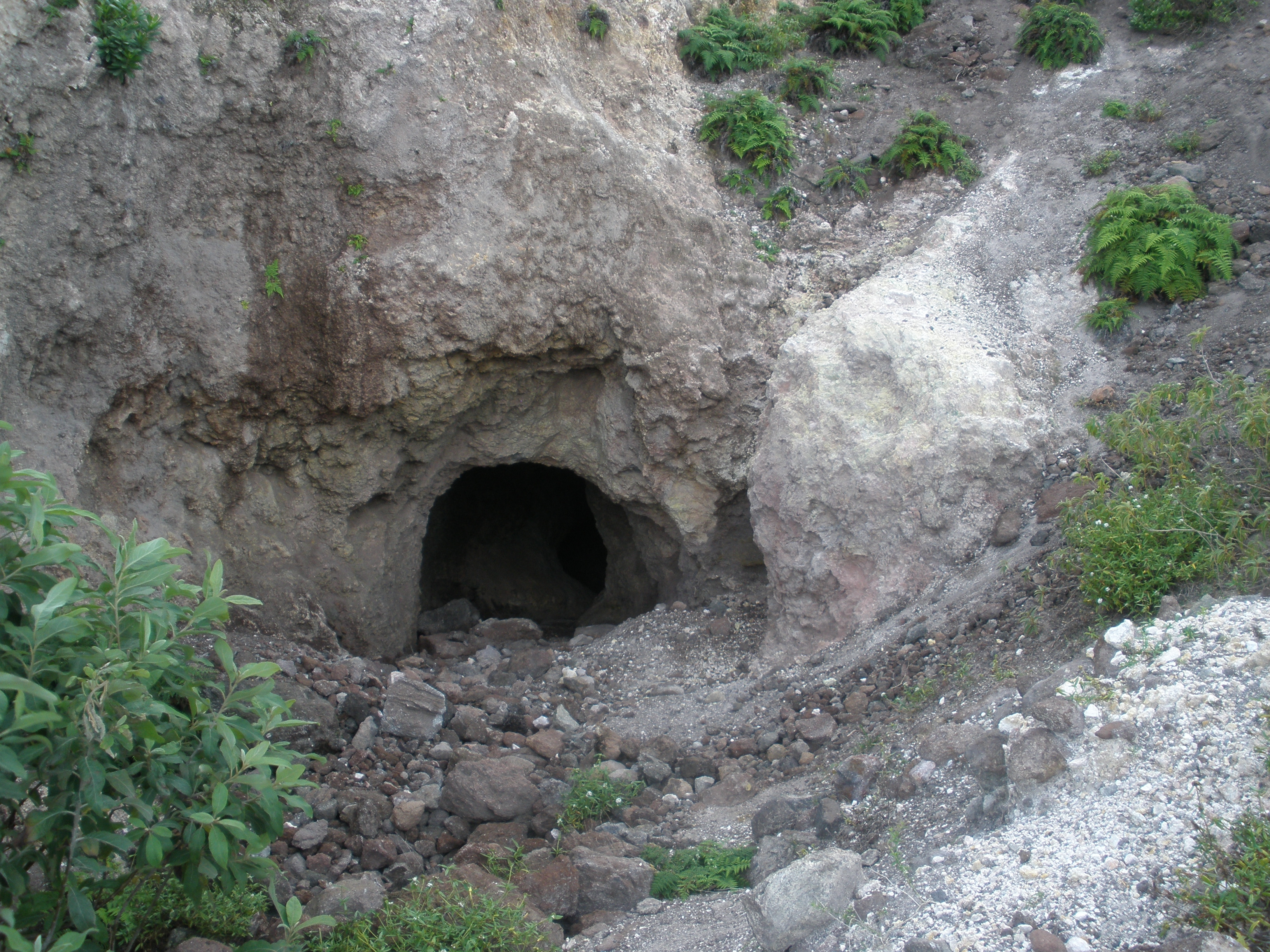
Ingang van de zwavelmijn

De Sulpher Mine of Great Hole is een voormalige zwavelmijn in Saba. Het bevindt zich bij het dorp Zions Hill. In 1999 is het gebied geschonken aan Saba Conservation Foundation, en vormt een onderdeel van Saba National Land Park.

## Geschiedenis
In 1834 was het bekend dat er zwavel in de grotten zat, maar de exploitatie werd niet rendabel geacht. In 1866 werd een concessie verleent voor de exploitatie van de mijn, maar de mijn bleef van eigenaar veranderen totdat in 1875 werd gestart met de exploitatie. De locatie was moeilijk te bereiken. Er werd een kabel gespannen naar Green Island, een klein rotspuntje voor de kust. Van een hoogte van meer dan 100 meter werd de zwavel naar Green Island neergelaten om te worden overgeladen op schepen.
In 1876 werd Sulpher Mine gesloten, veranderde verschillende keren van eigenaar, en werd in 1905 weer heropend. In 1909 werd de mijn definitief gesloten. Het werd verkocht voor $1,- en kreeg de bijnaam "Dollarmijn". In 1999 werd het gebied geschonken aan Saba Conservation Foundation, en vormt een onderdeel van Saba National Land Park geworden. Een wandelpad van ongeveer 40 minuten is rond de mijn aangelegd. In 2006 verdween een toerist, en werd later dood in de mijn gevonden. De toegangen tot de mijn werden afgesloten, maar in 2019 was de mijn weer open, en kan onder toezicht worden bezocht.

## Warmwaterbronnen
Bij de Sulphur Mine bevinden zich warmwaterbronnen. In 1934 werd een temperatuur van 60°C. In 2017 was de temperatuur toegenomen tot 79°C. In 2021 werd een permanente thermometer geïnstalleerd door het Koninklijk Nederlands Meteorologisch Instituut en werd een temperatuur tussen de 82 en 84°C gemeten.

## Galerij

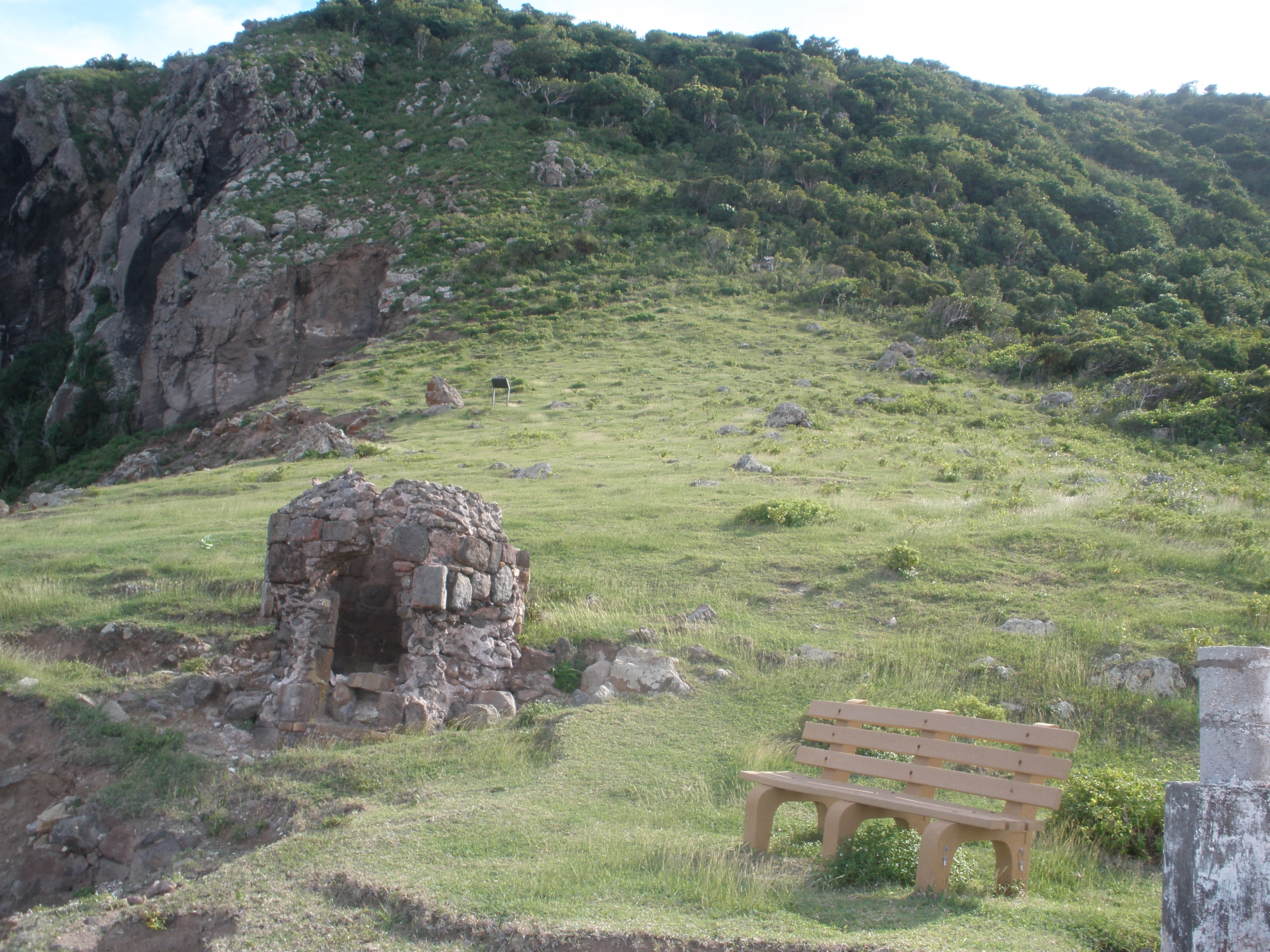
Oude oven
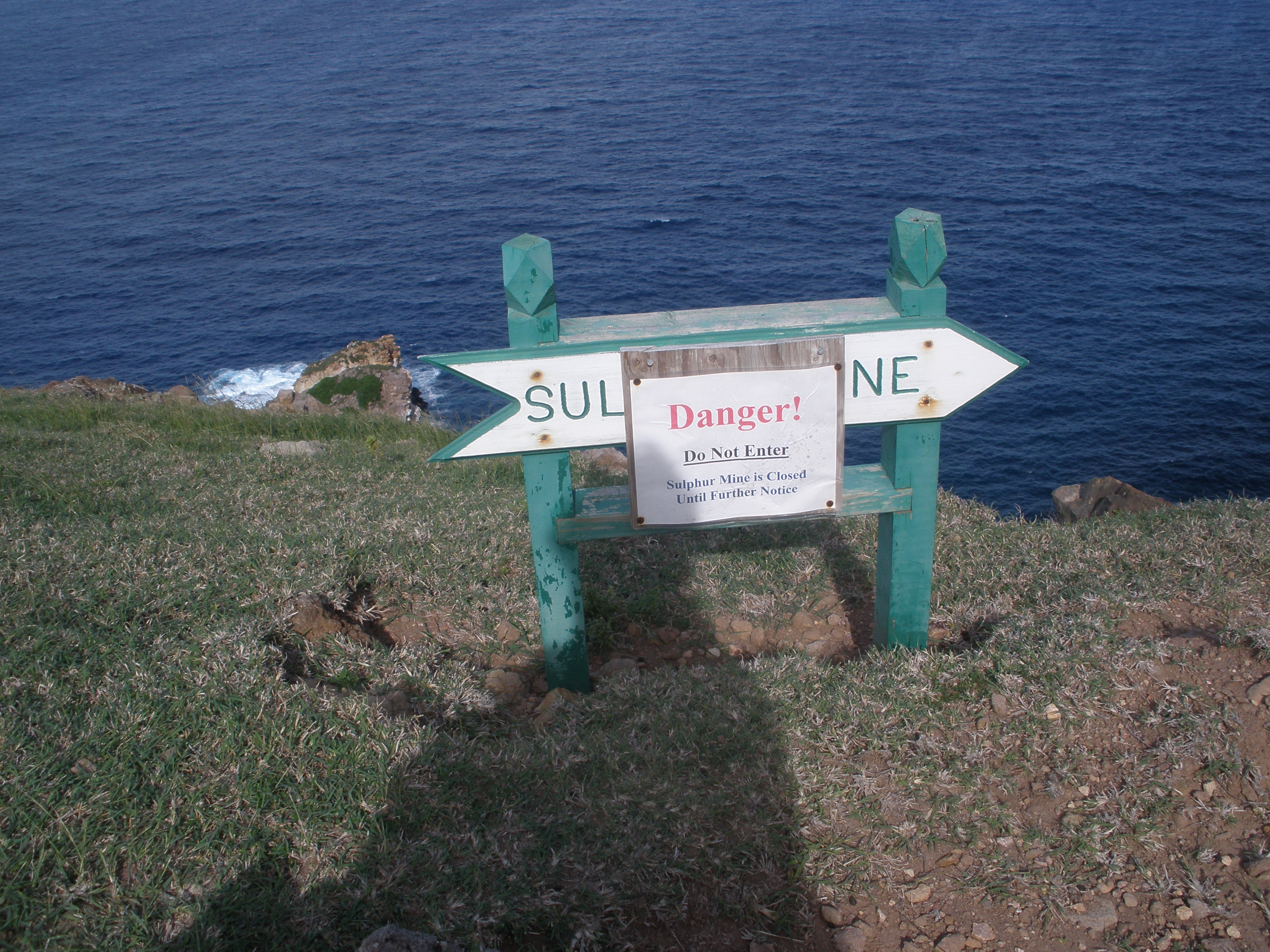
Wegwijzer met bordje mijn gesloten
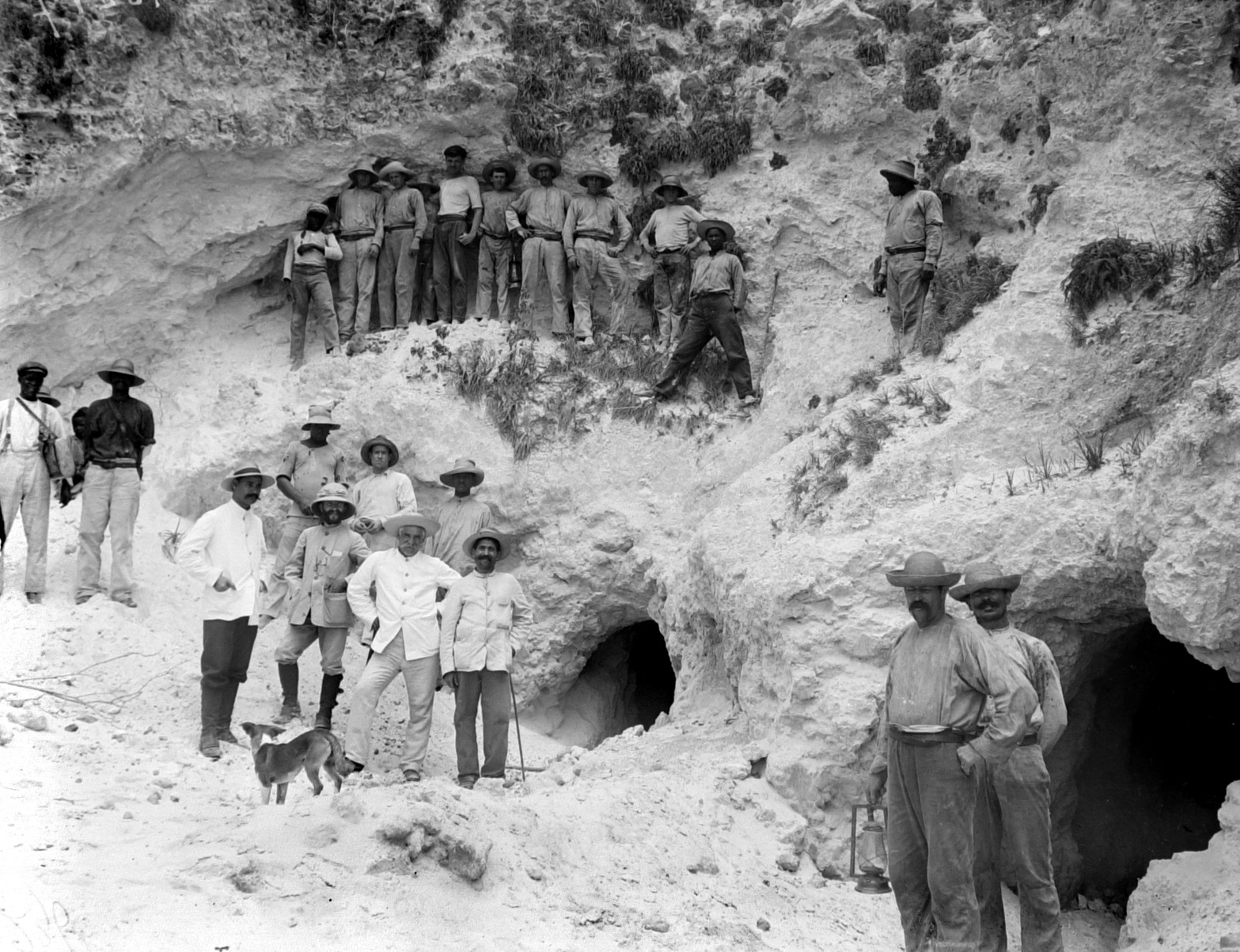
Mijnwerkers (1909)
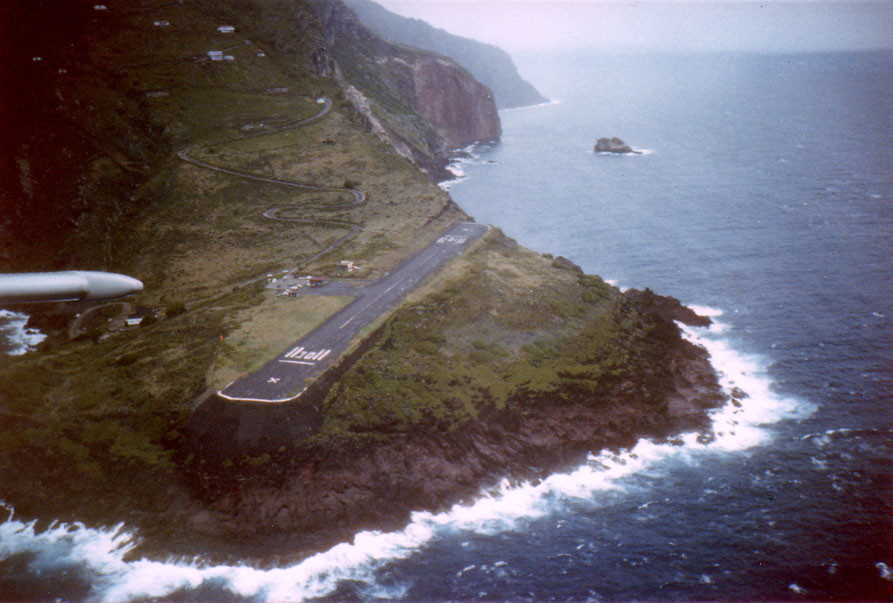
Green Island in het verlengde van de landingsbaan